# NGC 1110
NGC 1110 é uma galáxia espiral (Sm) localizada na direcção da constelação de Eridanus. Possui uma declinação de -07° 50' 17" e uma ascensão recta de 2 horas, 49 minutos e 09,4 segundos.
A galáxia NGC 1110 foi descoberta em 1886 por Frank Leavenworth.